# 大分県道504号坂ノ市停車場線
大分県道504号坂ノ市停車場線（おおいたけんどう504ごう さかのいちていしゃじょうせん）は、大分県大分市を通る一般県道である。

## 概要
大分市坂ノ市中央1丁目から大分市坂ノ市中央3丁目に至る。
坂ノ市駅から国道197号に至る一般県道。大分県大分土木事務所が管轄している。

### 路線データ
- 起点：大分県大分市坂ノ市中央1丁目（日豊本線 坂ノ市駅（坂ノ市停車場[1][2]）前）
- 終点：大分県大分市坂ノ市中央3丁目（国道197号交点[2]、大分県道38号坂ノ市中戸次線起点）

## 歴史
- 1973年（昭和48年）4月2日 - 大分県告示第250号により、大分県道に認定された[1]。

## 路線状況

### 交通量
24時間交通量（台）　道路交通センサス
| 平成17（2005）年度 | 平成22（2010）年度 | 平成27（2015）年度 |
| ------------------ | ------------------ | ------------------ |
| 6,720              | 6,465              | 8,532              |

- 出典：国土交通省ホームページ「平成22年度全国道路・街路交通情勢調査 一般交通量調査 箇所別基本表（大分県）」p.23、「平成27年度全国道路・街路交通情勢調査 一般交通量調査 箇所別基本表（大分県）」p.21）

## 地理

### 通過する自治体
- 大分県
  - 大分市

### 交差する道路
| 交差する道路                                                   | 交差する場所    | 交差する場所 |
| -------------------------------------------------------------- | --------------- | ------------ |
| 国道197号 / 愛媛街道 国道217号 重複 大分県道38号坂ノ市中戸次線 | 坂ノ市中央3丁目 | 終点         |

### 沿線
- JR九州日豊本線 坂ノ市駅